# Win, Lose or Draw
Win, Lose or Draw är ett musikalbum av The Allman Brothers Band från 1975.

## Låtlista
1. "Can't Lose What You Never Had" (Muddy Waters)
2. "Just Another Love Song" (Dickey Betts)
3. "Nevertheless" (Gregg Allman)
4. "Win, Lose or Draw" (Gregg Allman)
5. "Louisiana Lou and Three Card Monty John" (Dickey Betts)
6. "High Falls" (Dickey Betts)
7. "Sweet Mama" (Billy Joe Shaver)

## Medverkande
- Gregg Allman - ledande sång, orgel, klarinett, akustisk gitarr
- Dickey Betts - gitarr, slidegitarr, sång, akustisk gitarr
- Jai Johanny Johanson - trummor, slagverk
- Chuck Leavell - piano, elektriskt piano, keyboard, klarinett, sång
- Butch Trucks - trummor, congas, slagverk
- Lamar Williams - elbas

Ytterligare musiker:
- Johnny Sandlin - akustisk gitarr, trummor, slagverk
- Bill Stewart - trummor